# Rovca
Rovca este un sat din comuna Berane, Muntenegru. Conform datelor de la recensământul din 2003, localitatea are 105 locuitori (la recensământul din 1991 erau 110 locuitori).

## Demografie
În satul Rovca locuiesc 80 de persoane adulte, iar vârsta medie a populației este de 38,8 de ani (40,8 la bărbați și 36,4 la femei). În localitate sunt 34 de gospodării, iar numărul mediu de membri în gospodărie este de 3,09.
Populația localității este foarte eterogenă.
|  |

| Demografie | Demografie | Demografie |
| An         | Locuitori  | Locuitori  |
| ---------- | ---------- | ---------- |
|            |            |            |
|            |            |            |
|            |            |            |
|            |            |            |
| 1948       | 244        |            |
| 1953       | 251        |            |
| 1961       | 246        |            |
| 1971       | 222        |            |
| 1981       | 194        |            |
| 1991       | 110        | 110        |
| 2003       | 105        | 105        |

| \| Componența etnică conform recensământului din 2003[2] \| Componența etnică conform recensământului din 2003[2] \| Componența etnică conform recensământului din 2003[2] \| Componența etnică conform recensământului din 2003[2] \| Componența etnică conform recensământului din 2003[2] \| \| ----------------------------------------------------- \| ----------------------------------------------------- \| ----------------------------------------------------- \| ----------------------------------------------------- \| ----------------------------------------------------- \| \| \| \| \| \| \| \| Sârbi \| Sârbi \| \| 49 \| 46,66% \| \| Muntenegreni \| Muntenegreni \| \| 43 \| 40,95% \| \| necunoscută \| necunoscută \| \| 0 \| 0% \| |              |  |    |        |
| Componența etnică conform recensământului din 2003 |              |  |    |        |
| |              |  |    |        |
| Sârbi | Sârbi        |  | 49 | 46,66% |
| Muntenegreni | Muntenegreni |  | 43 | 40,95% |
| necunoscută | necunoscută  |  | 0  | 0%     |